# Like a Prayer
A Like a Prayer Madonna amerikai énekes-dalszerző  negyedik stúdióalbuma, melyet a Sire Records jelentetett meg 1989. március 21-én. Az albumon Madonna együtt dolgozott Stephen Bray-vel, Patrick Leonarddal, és Prince-szel is. A "Like a Prayer" egy introspektív kiadású album volt, melyet Madonna egy gyűjteményes albumnak nevezett, mely anyjáról, apjáról, és a családhoz fűződő kapcsolatáról szól. Madonna az albumot anyja emlékére ajánlotta, aki fiatal korában halt meg. Az album szerepel az 1001 lemez, amit hallanod kell, mielőtt meghalsz című könyvben.
Az albumon élő hangszereléseket használtak, melyen a tánc, a funk, az evangélium, és a soul elemeit beépítve ezzel egy általánosabb pop stílusba. Az album címe és a vezető kislemez, a Like a Prayer Madonna katolikus neveltetéséből adódik. A dalszövegek Madonna gyermekkori és serdülőkori témáiról szólnak, mint például édesanyja halála, a "Promise to try" című dalban, valamint a család fontossága a Keep It Together című felvételen. De megelevenedik apjával való kapcsolata is az Oh Father címűben, illetve Madonna a nők felhatalmazását hirdeti az Express Yourself című dalban.
A Like a Prayer kritikusi elismerést kapott, és a Rolling Stone kritikusa azt mondta, hogy az album a művészethez áll közel, ahogy a popzene eljut hozzá. Kereskedelmi szempontból az album nemzetközileg sikeres volt, több országban is elérte a toplistákat, és négyszeres platina helyezést kapott az Egyesült Államokban az Amerikai Hanglemezgyártók Szövetsége által. Hat kislemez jelent meg az albumról: a Like a Prayer, az Express Yourself, a Cherish, az Oh Father, a Dear Jessie, és a Keep It Together. A "Like a Prayer" Madonna hetedik legnagyobb slágere lett az amerikai Billboard Hot 100-on, míg az "Express Yourself" és a "Cherish" a második helyen állt. A "Keep It Together" pedig Top 10-es helyezést ért el. Az albumból világszerte több mint 15 millió példányt adtak el.
Az egyedülálló kísérő zenei videókkal Madonna továbbfejlesztette kreativitását és a formátum vezető szereplőjeként vált ismertté. A "Like a Prayer" videója villámcsapást jelentett a vallásos vitákhoz, a katolikus ikonográfia, például stigmata és az égő keresztek felhasználása miatt, valamint egy szent szerelmességének álma. A Vatikán elítélte a videót, és a Pepsi is megszüntette Madonnával a szerződést. Az "Express Yourself" videó kiadásakor a legdrágább videoklipek közé tartozott. Az album megjelenését követően számos kiadvány Madonnát az "Évtized művészének" nevezte.

## Előzmények
1988 nagyrészt eseménytelen év volt Madonna számára a felvételek előtt. Miután 1987-ben kritikailag és kereskedelmileg sem volt sikeres a "Who's That Girl" című film, Madonna a Broadway produkciójában, a Speed-the Plough-ban szerepelt. A kedvezőtlen értékelések azonban ismét kellemetlenséget okoztak. Véget ért házassága Sean Penn színésszel, és a válást 1989 januárjában nyújtották be. Madonna szintén 30 éves lett, ugyanannyi, mint amikor édesanyja meghalt. Ezáltal az énekesnő több érzelmi zavart tapasztalt. Egy 1989-es májusi interjúban nyilatkozott arról, hogy katolikus nevelése folyamatosan bűntudatot ébresztett benne:

"Ha a katolicizmusban születtél, bűnös vagy, és egész életedben bűnös is maradsz. Nem számít, hogyan próbálsz megszabadulni tőle, a bűn mindig benned van. Ez a félelem kísértett engem, minden pillanatban elkísért és fájdalmat okozott nekem. A zene volt az, amely valószínűleg elterelte ezt.

Madonna rájött, hogy rajongóival nőtt fel, és itt volt az ideje, hogy elmozduljon a tini vonzódástól, és a szélesebb közönség felé forduljon, mely több készpénzzel is jár, és az albumpiacot is uralhatja hosszú időn keresztül. Mivel érezte, hogy valami mást kell kipróbálni, Madonna azt akarta, hogy az új album hangzása jelezze, mi lehet népszerű a zene világában. A címsor lírai ötleteihez olyan témákat választott, melyek addig személyes meditációk voltak, és soha nem osztotta meg a nyilvánossággal, melyet a SongTalk magazinnak is megerősített: "A múltban sok olyan dalt írtam, amely felfedte belső énemet, de úgy éreztem, hogy túl őszinte vagy túl félelmetes, vagy ijesztő, ezért nem rögzítettem azokat." Úgy döntött, hogy a felnőttkori kifinomultabb megközelítést alkalmazza. Elgondolkodva átszitálta személyes dolgait, naplóit, és megfontolta a lehetőségeit. Emlékezett rá: "Mit akartam mondani? Azt akartam, hogy az album és a dal azokról a dolgokról szóljon, amelyről szólnia kell. Az életem komplex ideje volt." Elgondolkodott bizonyos ügyein, ideértve férjét Sean Penn színész, a családját, elvesztett anyját, és az Istenbe vetett hitetlen kapcsolatait.

## Fejlesztés
A "Like a Prayer" címet Madonna korai életére, a katolicizmusnak, valamint a vallási harcaira gyakorolt hatása alapján nevezték el."A katolicizmus témája rohamosan halad" – mondta. Küzdök a rejtély, és a varázslat ellen, amely körülvesz. A saját katolicizmusom folyamatos forradalomban van." Az album felvételeire 1988. szeptember és 1989. január között került sor. 1989. január 27-én a The Albany Herald sajtóközleménye szerint az album számos forró táncdalt tartalmaz, de megjegyezte: az anyag nagy része [...] személyes hangzású. Az énekesnő a dalokban az anyjáról, apjáról, és a családjához fűződő viszonyokról írt. [...] Különféle munkák voltak a lemezzel kapcsolatban, és ez volt az igazi, hogy érzelmileg elérte azt a korosztályt, akiknek szánta az albumot. "Lelkileg sokat kellett kutatnom, és azt hiszem, hogy ez az albumon tükröződik" [...] "Nem vetettem be semmiféle édes dolgot, hogy a tömegfogyasztás kedvezőbbé tétele érdeklében, így azt írtam, amit éreztem". – mondta Madonna. A Rolling Stone magazinnak ezt nyilatkozta: "A múltban a lemezeim inkább a jelenlegi befolyások tükröződését mutatta. Ez az album inkább a múltbéli zenei befolyásokról szól." Madonna úgy döntött, hogy együttműködik Patrick Leonard-dal, és Stephen Bray-el, akikkel korábban a True Blue albumon is dolgoztak, illetve együtt készítették el a Who’s That Girl című filmzenealbum dalait is 1987-ben. Bray és Leonard egyedülálló stílust akartak bemutatni a projekthez, és teljesen különféle zenéket fejlesztettek ki a címadó dalhoz. Végül Madonna úgy érezte, hogy a Leonard által bemutatott zene érdekesebb, és vele kezdett el dolgozni. Az énekes szerint Leonard érzelmi zavarral is szembesült. "Pat-tal dolgoztam, aki szintén nagyon sötét lelkiállapotban volt, és egy nagyon elkülönített helyen, egy völgyben dolgoztunk együtt". 1989. január 6-án az 1987 végén érvénytelenített válóperes beadvány, és számos nyilvánosságra hozott küzdelem után, amelyek közül az egyik egy 60 napos börtönbüntetést eredményezett, Madonna és Sean Penn kérelmezték válásukat.  Ez az eset inspirálta a "Till Death Do Us Part" című dalt. A többi dal két héten belül készült el. Az első héten a Like a Prayer, a Cherish, és a "Spanish Eyes. "Naponta írtunk egy dalt, és nem változtattunk rajta semmit. Ugyanez volt az énekkel is, úgy maradt ahogy eredetileg komponáltuk. Ez így volt, ő pedig elénekelte". – nyilatkozta Leonard.

## Összetétel
Stephen Holden szerint az album az 1960-as évektől kezdve tükrözi a The Beatles, Simon and Garfunkel, valamint a Sly and the Family Stone stílusjegyeit, mely az 1980-as évek érzését öleli felül. Madonna szavai szerint a dalok összekapcsolják a hitkeresést az anyja keresésével. A nyitó dal, a "Like a Prayer2 volt az első dal, melyet az album számára fejlesztettek ki. Miután Madonna megfogalmazta, hogyan ösztönözheti ötleteit a zenében, körülbelül három órán belül meg is írta a dalt. A "Like a Prayer"-t egy szenvedélyes fiatal lány dalának írta le, melyben annyira szerelmes Istenbe, hogy majdnem olyan, mintha ő egy férfi alak lenne az életben. Ez egy pop-rock dal, amely evangéliumi zenét tartalmaz. A háttérzenét kórus biztosítja, amely emeli a dal szellemi természetét, és egy rockgitár sötét és rejtélyes hangja emeli a zenét. Az "Express Yourself" az anyagi örömök elutasításáról szól, és csak a legjobbak elfogadásáról szól. A dal teljes egészében subtexteket alkalmaznak. Az énekes szerint a dal tisztelgés a Sly and the Family Stone előtt. A harmadik dal a "Love Song", mely egy duett Prince-vel. A dalt Madonna és Prince együttesen írták, melyben Prince gitárjátékát áttörik Madonna szintetizátorain. Eredetileg a dal a "State of Matrimony" címet kapta volna a "Till Death Do Us Part" című dal, mely Madonna erőszakos házasságáról szól. A dalt úgy írták le, mint egy aggódó ideges dalt, melyben a házasság ivással, és erőszakos viselkedéssel társul, egy birtokló, öngyűlölő férjjel társítva. A következő dal a "Promise to try" Madonna anyjának haláláról szól. A dal egyik részében kifejezetten ezt kérdezi: "Does she hear my voice in the night when I call?".Később úgy tűnik, hogy egy felnőtt figyelmezteti a gyermeket: "Little girl, don't you forget her face/Don't let memory play games with your mind/She's a faded smile frozen in time"
Az album hatodik dala, az erről kimásolt harmadik "Cherish" című dal, mely a szerepelmre, és a kapcsolatokra épül. A dalt William Shakespeare "Rómeo és Júlia" szerzeménye ihlette, valamint a The Association nevű 60-as évek beli együttese. A "Cherish"-t a dalszövegek egyszerű szerelmi dallá teszik, ahol Madonna az odaadásról, és a szeretőjéről énekel, akit soha nem hagy el. A "Dear Jessie" című dal Rikky Rooksby szerint leginkább a gyerekeknek szól. A dalszövegek arra ösztönzik Jesse-t a kislányt, hogy használja fantáziáját. Egy pszichedelikus tájat idéz, ahol rózsaszín elefántok, táncoló holdak vannak, amelyek sellőkkel járnak. A dal mesefigurákra hivatkozik, melyek során összefüggő képet alkot az egymással játszó gyermekekről. Az album nyolcadik dala az "Oh Father" összefüggése a híres, és tekintélyes férfiak jelenlétéről szól Madonna életében, melyben a legfontosabb apja Tony Ciccone. A szerző J. Randy Taraborrelli azt állította, hogy a "Till Death Do Us Part", és a "Promise to Try", valamint az "Oh Father" olyan dalok, melyben Madonna megpróbálta megtisztítani magát bizonyos személyi démonoktól. A "Keep It Together" beszél arról hogy mennyire fontos Madonnának a család, mint egyfajta stabilitás az életben. Az utolsó előtti dal a lemezen, a "Spanish Eyes" című dal, mely az AIDS-szel, és különböző tabu témákkal foglalkozik. Carol Benson és Allen Metz szerzők a The Madonna Companion: Two Decades of Commentary könyvben keresztezték Ben E. King "Spanish Harlem" és Billy Joel dalát a "Spanish Eyes"-val. Az album utolsó dala, a  "Act of Contrition" jellemzői, hogy Madonna a felvételen egy imát szaval, melynek során az ének monológgá változik.
Patrick Leonard teljes mértékben ingyenesen nyilvánosságra hozott egy olyan dalt saját YouTube csatornáján 2019-ben, mely soha nem került fel az albumra, és csupán demo státuszban volt, melynek címe "Angels with Dirty Faces". A dalt teljes mértékben ingyenes adta ki.

## Promóció

### Kislemezek
| #  | Cím              | Megjelenés         |
| -- | ---------------- | ------------------ |
| 1. | Like a Prayer    | 1989. március 3.   |
| 2. | Express Yourself | 1989. május 9.     |
| 3. | Cherish          | 1989. augusztus 1. |
| 4. | Oh Father        | 1989. október 24.  |
| 5. | Dear Jessie      | 1989. december 10. |
| 6. | Keep It Together | 1990. január 30.   |

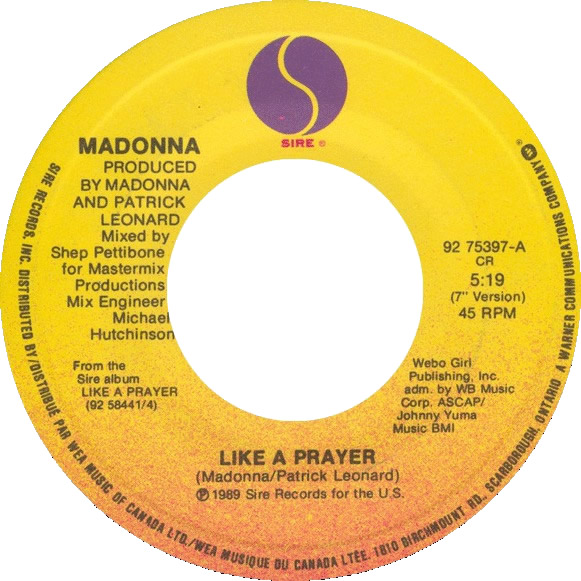
A "Like a Prayer" kislemez kiadása.

A Címadó dal 1989. március 3-án jelent meg. A dalról a kritikusok elismeréssel nyilatkoztak, és kereskedelmi siker volt. Az Egyesült Államok Billboard Hot 100-as listáján ez volt Madonna 7. első helyezést elért kislemeze. Más országokban, úgy mint Ausztrália, Kanada, Írország, Japán, Svédország és az Egyesült Királyság szintén a listák élén szerepelt.

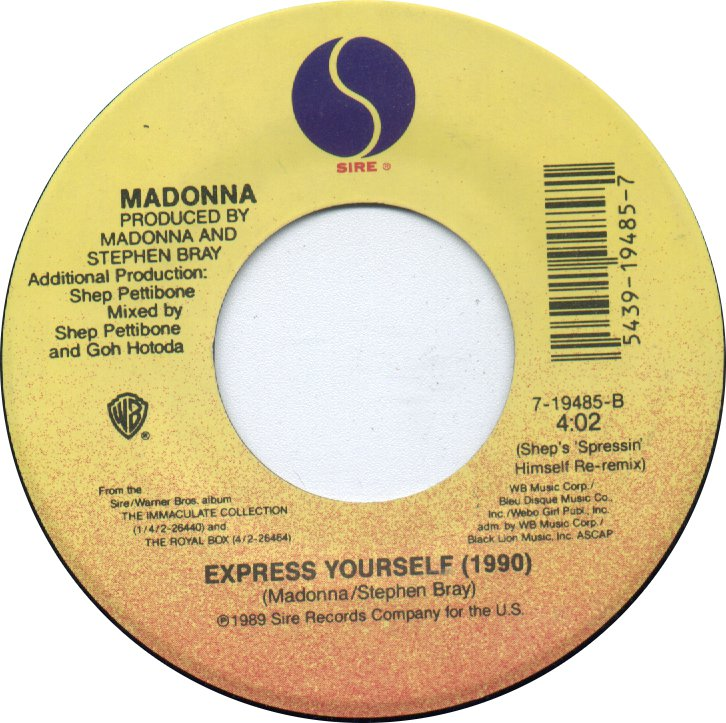
Az "Express Yourself" kislemez kiadása.

Az Express Yourself az album második kislemezeként jelent meg 1989. május 9-én. A dal pozitív értékelést kapott a zenekritikusoktól, akik örömmel fogadták a dal témáját, a nemek közötti egyenlőségre vonatkozó üzeneteket, és gratuláltak a dalnak, hogy a szabadság himnuszává vált, ezzel is ösztönözve a nőket az elnyomás ellen. Kereskedelmi szempontból a dal a Billboard Hot 100-as listán a 2. helyezést érte el, és Madonna hatodik első helyezést elért dala lett az European Hot 100 Singles listán. A dal a kanadai és svájci kislemezlistákon is élen volt, másutt pedig Top 5-ös slágerlistás helyezést ért el.

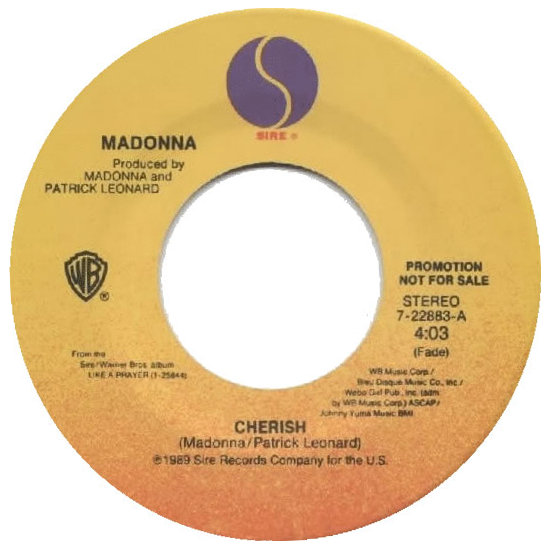
A "Cherish" kislemez kiadása.

A  Cherish harmadik kislemezként 1989. augusztus 1-én jelent meg. A dal pozitív visszajelzést kapott a zenekritikusoktól, akik meglepődtek a dal tartalmának választása, és Madonna világosabb zenei képe végett, szemben a "Like a Prayer" dallal, mely olyan témákat tartalmazott, mint a vallás és a szexualitás. A "Cherish" kereskedelmi siker volt, így Ausztráliában, Belgiumban, Írországban, és az Egyesült Királyságban Top 10-es helyezést ért el. Az amerikai Billboard Hot 100-as listán a dal Madonna 16. egymást követő Top 5-ös kislemeze volt, ami rekordot jelentett a slágerlista történetében. A kislemez B. oldalán a "Supernatural" című dal szerepelt, mely korábban nem jelent meg.
1989. október 24-én az album 4. kislemeze az Oh Father című volt, mely pozitív értékeléseket kapott a zenekritikusoktól, ám kereskedelmi szempontból kevésbé volt sikeres, úgy mint Madonna korábbi kislemezei. A legtöbb országban, ahol megjelent, a dal nem érte el a legjobb 10 helyezést, kivéve Finnországban, ahol a 6. helyre került. Ezzel Madonna öt egymást követő Top 5-ös sorozata véget ért. It ended Madonna's string of 16 consecutive top five singles in the United States.
A Dear Jessie az album 5. kislemezeként 1989. december 10-én jelent meg. A dalt az Egyesült Királyságon kívül csak korlátozottan jelentették meg más európai országban, illetve Ausztráliában, és Japánban. Megjelenésekor a dal vegyes értékeléseket kapott a zenekritikusoktól, akik túlzottnak tartották a dal fantáziáját, és komplikáltnak nevezték a dal összetételét. A dal kereskedelmi szempontból csak mérsékelt siker volt, az Egyesült Királyságban, és Írországban Top 10-es, míg Németországban, Spanyolországban, és Svájcban Top 20-as helyezést ért el.

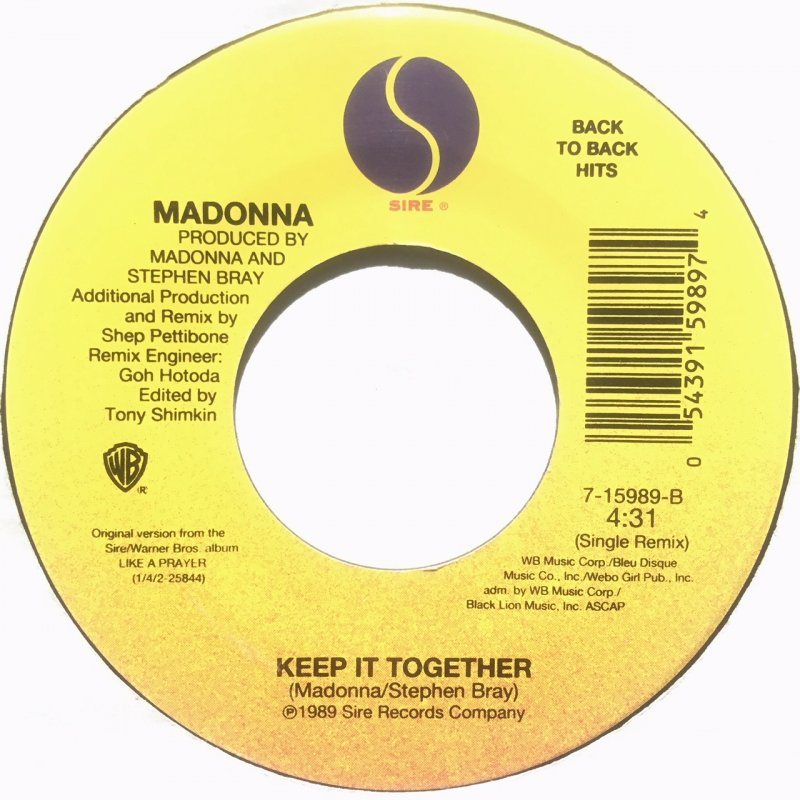
A "Keep It Together" kislemez kiadása.

A Keep It Together az album 6. és egyben utolsó kimásolt kislemeze volt. Egyes országokban a "Dear Jessie" volt az utolsó kimásolt kislemez. A dal vegyes értékeléseket kapott a zenekritikusoktól, de kereskedelmileg sikeres volt. A Billboard Hot 100-as listán a 8. helyezést érte el. Az amerikai dance listán pedig No. 1. helyezett volt. Ausztráliában Madonna következő kislemezével a Vogue-vel közösen ért el helyezést.

### Turné
A "Like a Prayer" albumhoz hasonlóan Madonna következő albumával az I’m Breathless-szel együtt indult harmadik Blond Ambition Világ turnéra, mely Ázsiában, Észak-Amerikában, és Európában kerültek megrendezésre. Eredetileg "Like a Prayer World Tour" lett volna a neve, és 57 dátumból állt, és öt különböző szekcióra osztódott. Az első előadást az 1927-es német expresszionista film a "Metropolis" ihlette, a második vallásos témákból állt, a harmadik pedig a Dick Tracy kabaréra összpontosított, a negyedik az Art deco és az ötödik pedig  a ráadás lett volna.  A show alatt szexuális témákat, és katolikus képeket játszottak, mint például a "Like a Prayer", az "Oh Father" alatt, melyek templomos környezetben játszódtak, Madonnát feszülettel ábrázolva, és táncosokkal, akik papoknak és apácáknak öltöztek be. A könnyed pillanatok alatt a "Cherish" előadása szerepelt, melyben a táncosok mermennek öltözve jelentek meg a színpadon, Madonnát pedig egy hárfával ábrázolták. A koncertet szexuális tartalma, és vallási képe miatt kritizálták. Torontóban (Kanada) Madonnát megfenyegették, hogy letartóztatják az obszcenitás miatt. II. János Pál pápa bojkottot szorgalmazott, és három olasz koncert dátumot töröltek. Ennek ellenére a turné kritikus siker volt, elnyerve a "Legkreatívabb színpadi produkciót" az 1990-es Pollstar Concert Industry Díjkiosztón. Az előadásnak két különféle változatát rögzítették. Az egyik a Blond Ambition: Japan Tour 90, melyet Jokohama-ban rögzítettek 1990. április 27-én. A másik előadást Franciaországban, Nizzában 1990. augusztus 5-én vették fel.

## Kritikák
| Értékelések                   |           |
| Értékelő                      | Értékelés |
| AllMusic                      | [ 58 ]    |
| Blender                       | [ 59 ]    |
| Chicago Sun Times             | [ 60 ]    |
| Entertainment Weekly          | A         |
| NME                           | 10/10     |
| Pitchfork Media               | 9.0/10    |
| Q magazin                     | [ 64 ]    |
| Rolling Stone                 | [ 65 ]    |
| The Rolling Stone Album Guide | [ 66 ]    |
| The Village Voice             | B+        |

A "Like a Prayer" kritikus elismerést kapott. Stephen Thomas Erlewine az AllMusic-tól visszatekintve az albumra, azt mondta, hogy "Madonna legkifejezettebb kísérlete egy nagy művészi nyilatkoznak, és bár próbál komoly lenni, Madonna számos jól megírt pop dalt készít, így előkészítve az albumot arra, hogy a legjobb, és legkövethetőbb legyen. A The New Rolling Stone Album Guide-tól Barry Walters azt írta, hogy azok a dalok melyek például a családi erőszak, és családi elhanyagolást tárgyalják, Madonna az albummal hatékonyan növelte azt, hogy komoly művész hatását keltse. Annie Zaleski az AV Club-tól dicsérte az albumot, és azt mondta, hogy elég merész ahhoz, hogy belevegye magát a szülői kérdésekbe. Emellett Madonna első igazán jelentős lemezének nevezte, mely megkülönbözteti a "chirpy club-kid" napjait, az érett hangok és témák közül, mely egyre inkább az 1990-es évek munkájára volt jellemző. A Rolling Stone-tól J.D. Considine azt írta, hogy Madonna hírneve inkább imázsra, mint művészetre épült, ám a Like a Prayer-rel Madonna komolyabb arca felé fordult. A dalszövegekben merész, a hangzásában ambiciózus, mely messze a legtudatosabb albumot hozza magával, melyet valaha készített. Considine azt mondta továbbá, hogy az album annyira közel áll a művészethez, mint a popzene...mely nem csak azt bizonyítja, hogy Madonnát komolyan kell venni művészként, hanem hogy az övé az 1980-as évek legérdekesebb hangja. Robert Christgau a The Village Voice-tól a "Dear Jessie" "gyerekpszichedeliáját" panaszolta, és úgy gondolta, hogy a "Promise to try" és "Contrition Act" című dalok nem igazán kedveltek számára, azonban a többi dalt emlékezetesnek nevezte, különösen a "cocksucker" ima, a Like a Prayer. Lloyd Bradley a Q magazin-tól zeneileg változatosnak nevezte az albumot, mely váratlan, és nem azonnal érhető el, de lírai szempontból mozgó, intelligens, és őszinte. Edna Gundersen (USA Today) azt írta, hogy az album "lírailag [...] vallási ünnep volt, Madonnának a katolikus nevelésére vonatkozóan. A dalok vallásos felhangokkal, szellemi és himnuszos elrendezésekkel, valamint rengeteg utalással vannak az örömre, a hit, bűn és hatalomra. Az NME kritikusa David Quantick népszerűnek, a zenét pedig zseniálisnak nevezte, azonban olykor elgondolkodtató, megdöbbentő, de örömtelinek írta le az albumot.
Jonathan Takiff a The Philadelphia Inquirer-től dicsérte az albumot, melyet komolynak és reflektívnek nevezett, mely olykor súlyosan megterhelt pszichés traumát okoz. Sal Cinquemani a Slant magazintól az albumot úgy írta le, mint a hangszerek gyűjteményes lemezét, mely élő instrumentációkkal, kifinomult hangszereléssel, mélyen érezhető dalszövegekkel egy erősebb, és biztosabb vokállal van rétegezve.  Az áttekintés azzal zárul, hogy a Like a Prayer minden idők legfontosabb pop-albuma. Barry Walters a San Francisco Examier-től az albumot Madonna legjobb és leginkább következetes gyűjteményének nevezi.[...] az album az, ahol Madonna átlépte a kézművesség és az ihlet közötti vonalat. A kezdetektől kezdve intuitív megértése volt arról, hogyan kell egy jó show-t készíteni. Chaz Repak a The Cavalier Daily vezető szerkesztője dicsérte Madonna "továbbfejlesztett" dalszerelését. A vallási hite és a Sean Penn-hez kötött házassága alapján jól meg van írva, de kritikusabb hangot fejezte be Repak a véleményezést azzal, hogy a "Like a Prayer" Madonna eddigi legjobb munkája. De olyan munka után, mint a Material Girl, Burning Up és az Open Your Heart után ez nem sokat mond. Negatívan értékelték a Spin magazintól az albumot. Christian Logan azt írta: "A Like a Prayer hallgatása alatt kapcsolatod dalról dalra változik, és ez kényelmetlenséget okoz. Ez olyan, mintha egy asztalnál ülnél egy barátoddal, aki túl sokat mond magáról olyan embereknek, akiket nem ismer". 1989 végén a "Like a Prayer" a 18. legjobb album volt az évben a The Village Voice lista alapján. Az albumot Grammy-díjra is jelölté, mint a legjobban megtervezett album.

## Sikerek
Az Egyesült Államokban a "Like a Prayer" a 11. helyen debütált a Billboard 200-as albumlistán az 1989. április 8-i héten. A harmadik hét után gyorsan felkerült a lista élére, ahol hat egymást követő hétig maradt ebben a pozícióban, így ez lett Madonna leghosszabb tartózkodást megélt albuma az élvonalban. Az album összesen 77 hétig volt a listán. Az album a Billboard R&B listán is helyezést ért el, No. 1. pozíciót szerezve.  Az albumból 3.000.000 példányt értékesítettek az Egyesült Államokban, így az Amerikai Hanglemezgyártók Szövetsége platina multi platina minősítéssel díjazta az eladásokat. A Nielsen SoundScan 1991-es megjelenése után az album további 575.000 példányszámú eladást  produkált. A "Like a Prayer" így több mint 4.000.000 példányszámban kelt el az országban. Kanadában az album az RPM albumlista 2. helyen debütált 1989. május 1-én. Az album összesen 37 hétig volt helyezett, és ötszörös platina minősítéssel díjazták az 500.000 eladott példányszám alapján.
Az Egyesült Királyságban a "Like a Prayer" 1989. április 1-én debütált a brit albumlista 1. helyén. Két hétig maradt ebben a pozícióban, összesen 72 héten keresztül. Az album négyszeres platina minősítést kapott 1995. február 1-i 1,2 millió példányszámú összesítés alapján. Franciaországban az album első helyen debütált a francia albumlistán 1989. április 9-én, és két hétig tartózkodott ebben a pozícióban, majd lejjebb esett a listán, összesen 36 hetet töltve rajta. 1989 júliusában platina minősítést kapott a Francia Hanglemezgyártók Szövetsége által a 300.000 példányszám alapján. Ez az eladás 2001-ben már 600.000 példányszámra növekedett.  Hollandiában az album 1990. április 4-én lépett be a MegaChartsba. Végül a legmagasabb helyen landolt, összesen 37 hetet töltve a listán. Németországban az album egy hónapon keresztül volt listaelső, melyet a BVMI arany minősítéssel díjazott a több mint 750.000 példányszám alapján. Az album sikeres volt az ázsiai-csendes óceáni országokban is. Japánban az album az Oricon Album listán első volt, és 22 hétig volt a slágerlistán. Az 1990.-es Japan Gold Disc díjkiosztó által Madonna harom díjat nyert, az Év legjobb albuma – Pops Solo Grand Prix Az év albuma, és a Grand Prix az év művésze kategóriákban. Utóbbi kettőt az év legkeresettebb nemzetközi albumáért, és az év legkeresettebb nemzetközi előadójaként kapta. Ez lett a 6. platina album Hongkongban is, mely az évtized bármely nemzetközi művészének a legtöbbet jelentené.
Ausztráliában a "Like a Prayer" 1989. április 2-án debütált a 4. helyen. Négyszeres platina minősítést kapott az album a 280.000 eladott példányszám alapján. Új-Zélandon az album a 2. helyen végzett, és kétszeres platina minősítéssel díjazták az eladások alapján. Az albumból világszerte több mint 15 millió példányt értékesítettek.

## Hatása

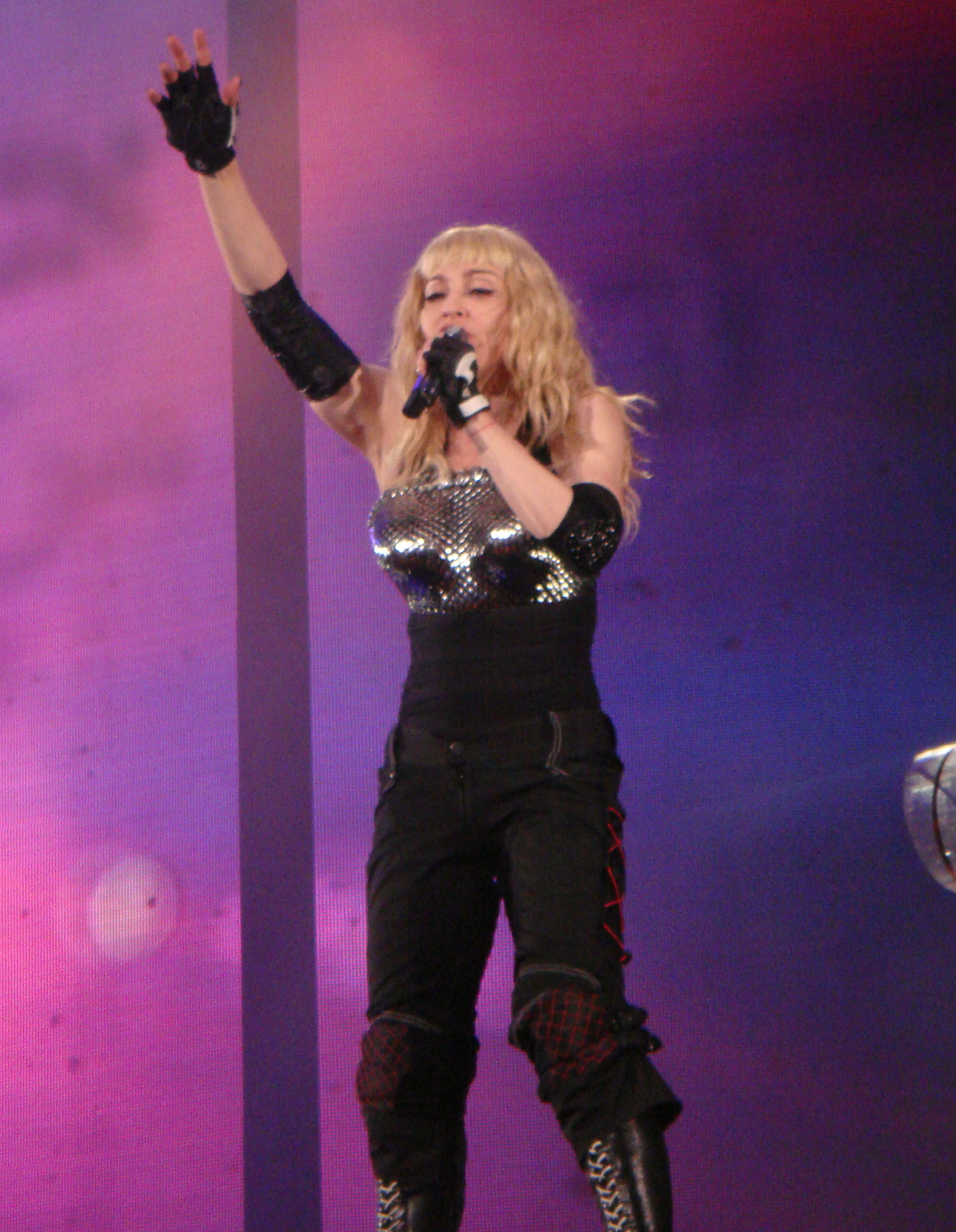
Madonna a "Like a Prayer" előadás közben a Sticky & Sweet turnén. A dal fordulópont volt karrierje során

Nicholas Fonseca az Entertainment Weekly-től úgy érezte, hogy a "Like a Prayer" Madonna hivatalos fordulópontja karrierjében, mely meghozta számára a régóta várt anyagi, és kritikai elismerést. Mark Savage a BBC-től megjegyezte, hogy az album megjelenése azt a pillanatot jelöli, amikor a kritikusok Madonnát inkább művészként írják le, nem pusztán popénekesként. Glen Levy (Time) kijelentette: "Madonna mindig is a popkultúra lelkes tanulója volt. Kreatív ereje valószínűleg a 80-as évek végén érte el a csúcspontját a "Like a Prayer" című albummal.  A "Like a Prayer" album azt hozta, amelyet a 80-as évek elvárt tőle, popzenét, videoklipeket, szeretetet, szexet. John Pareles a The New York Times-től azt mondta, hogy az album dacosan megragadta a keresztény nyelvet, és képeket. A Time magazin kritikusai szerint az album benne van a Minden idők 100 legjobb albuma között, és a lemez egyike a 100 legbefolyásosabb zenei összeállításnak 1954 óta. 2003-ban a Rolling Stone magazin a 239. helyre sorolt az albumot a Minden idők 500 legnagyobb albumainak listáján. Ezt a besorolást 2012-ben újra vizsgálták. Emellett az album szerepelt a 2012-es "Women Who Rock" listán is a 18. helyen.  A "Like a Prayer" szerepel az 1001 lemez, amit hallanod kell, mielőtt meghalsz  című könyvben is. 2006-ban a Q magazin az albumot a 14. helyre helyezte a 80-as évek 40 legnagyobb albumának listáján. 2005-ben egy közvélemény kutatás során a brit Channel 4 fél millió embert kérdezett meg, melynek során az albumot a 8. helyre sorolták be a 100 legjobb zenetörténeti album kategóriában. 2012-ben a Slant magazin az albumot a 20. helyre rangsorolta az 1980-as évek legjobb albumainak listáján, mondván, a 80-as évek végére Madonna már az egyik legnagyobb popsztár volt, de a "Like a Prayer"-rel ez még jobban megnőtt.
Taraborelli azt írta, hogy a Like a Prayer egy fordulópont volt Madonna karrierjében. "Minden fontos művésznek van legalább egy olyan albuma karrierje során, mely kritikus és kereskedelmileg sikeressé válik. Ez Madonnánál a Like a Prayer volt. Madonna művészként továbblépett, kreativitását felhasználva ezzel, képes volt zeneileg kommunikálni.  Kenneth G. Bielen a The Lyrics of Civility: Biblical Images and Popular Music Lyrics for American Culture szerzője azt írta, hogy az albummal Madonnát komoly művésznek tekintik. Öt évvel korábbn egy táncos pop-fiú, fiús játék volt, de az albummal bebizonyította, hogy ő egy olyan művész, aki a testén kívül is képes gondolkodni. Thomas Harrison könyvében azt írta, hogy a "Like a Prayer" kellemetlen dal témákkal feszegeti a határokat. Hasonlóképpen nyilatkozott Annie Zaleski is a The AV Club-tól, aki dicsérte az albumot, hogy ezzel egy "beszélgetést indított a vallásról", ami az egyik leggyullékonyabb téma, mellyel művész foglalkozni tud. [...] Mindez arra mutatott rá, hogy Madonna magát egy komoly művésznek tartja, kiemelve a "művész" szót ezzel, aki jelentős dolgokkal rendelkezik. 

Az album tartós sikere felkeltette Madonna önbizalmát, és bátorságát, valamint megerősítette, hogy az emberek hajlandóak őt követni akkor is, amikor ő a felnőttkorba lép. A "Like a Prayer" még ma is provokatív és progresszív, valamint a "Like a Prayer" videóban említett faji feszültség feltűnő, miközben az album vallási és szexuális elnyomás témái továbbra is túlságosan relevánsak. Madonna diktálta a pop jövőbeli irányát, miközben szilárdan irányította saját vagyonát. 

Christopher Rosa a VH1 nyilatkozata szerint a "Like a Prayer" volt az első olyan pop-album, mely felhívta a figyelmet a női művészek által napjainkban felfedezésre kerülő szexualitásra, vallásra, a nemek közötti egyenlőségre, és a függetlenségre. Úttörő volt abban, hogy korábban egyik énekesnő sem közelítette meg úttörő tevékenységét. Az album volt a kulturális és zenei befolyás csúcspontja, és azt mondta: "Madonna pezsgő pop fellépéséről egy komoly művésszé lett, aki az első egyetemes elismerést megkapta". Rosa azt is kijelentette, hogy a "Like a Prayer" mindig a befolyásosabb album lesz, mint a kortárs női művészek "végleges" albumai, mint például a Blackout (2007) a The Fame Moster (2009) és a Beyoncé (2013). Madonna megpróbált kísérletezni a videók különböző formáival és stílusaival, melynek során új képet és identitást készített. A Like a Prayer megjelenésével Madonna hatása az 1980-as években tetőzött, és számos kiadvány az évtized művészének nevezte. Az LA Weekly-től Art Tavana úgy vélte, hogy a Like a Prayer volt az a pillanat, amikor hangjával világszerte a tinédzserek pop főpapnője lett. Taylor Swift énekes kifejtette, hogy az albummal Madonna a leghihetetlenebb, merészebb, legveszélyesebb döntéseket hozta a popzene szempontjából, és hivatkozva a címadó dalra, minden idők legnagyobb legális pop dalára.
Douglas Kellner szerint az album, és az egyes dalok különösen nagy hatással voltak a zenei videófelvételekre. A Like a Prayer címmel készített videó, melyben Madonnát egy fehér lány szerepében ábrázolják, akit gyilkosnak kiáltanak ki, valamint a katolikus szimbólumok, mint a stigmata, a Ku-Klux-Klan stílusú keresztégetés tanújaként ábrázolja, és egy álom a fekete szent férfi megcsókolása rendkívül ellentmondásos volt, és nagy figyelmet kapott. Jon Pareles azt írta, hogy a videó által médiacirkusz hadjárat indult, felkeverve a szexualitás, és vallásosság kérdéseit, melyeket Madonna fel akart vetni. A Vatikán elítélte a videót, miközben a kritikusok megsértéssel, és eretnekséggel vádolták. Madonna így reagált: "A művészetnek ellentmondásosnak kell lennie, és ez rajta is van". Taraborrelli azt írta, hogy a dal és a hozzá tartozó videó szintén javította Madonna hírnevét, mint "ravasz üzletasszony", aki tudja, hogyan kell eladni egy koncepciót. Stewart M. Hoover azt írta, hogy a zenei videó hagyományos vallási képeit népzenei környezetbe illesztve feszegette a határokat. Hasonlóképpen vélekedett Daniel Welsh is, a The Huffington Post-tól, aki azt írta, hogy a videó "felragasztotta Madonnát a súlyos zenei videók sorába, és bebizonyította a világ számára, hogy valóban üzletet jelent számára". Az Express Yourself című videót a kritikusok a nők szexualitásának kiaknázása miatt is megfigyelték, és arra a következtetésre jutottak, hogy a videóban Madonna férfias képe nemi szempontból hajlamos. Santiago Fouz-Hernández és Freya Jarman-Ivens szerint a videó a demokonstruktív nemi megközelítést ábrázolja, mely a képek szabad játékához és önreflexiójához kapcsolódik a posztmodernizmusban. John Semonche szerző szerint a Censoring sex című könyvében elmagyarázta, hogy a True Blue és a "Like a Prayer" mellett Madonna becsúsztatta a borítékot a televízióba azokhoz a befolyásos emberekhez, akik által népszerűsége a növekedést eredményezte. 2020-ban a The Independent újság a 40 legjobb album közé sorolta a lemezt, melyet meg kell hallgatnod, mielőtt meghalsz.

## Számlista
| Like a Prayer - Normál kiadás | Like a Prayer - Normál kiadás | Like a Prayer - Normál kiadás | Like a Prayer - Normál kiadás | Like a Prayer - Normál kiadás | Like a Prayer - Normál kiadás | Like a Prayer - Normál kiadás | Like a Prayer - Normál kiadás | Like a Prayer - Normál kiadás | Like a Prayer - Normál kiadás |
|                               | Cím                           | Szerző(k)                     | Producer                      | Hossz                         |                               |                               |                               |                               |                               |
| ----------------------------- | ----------------------------- | ----------------------------- | ----------------------------- | ----------------------------- | ----------------------------- | ----------------------------- | ----------------------------- | ----------------------------- | ----------------------------- |
| 1.                            | Like a Prayer                 | Madonna, Patrick Leonard      | Madonna, Patrick Leonard      | 5:39                          |                               |                               |                               |                               |                               |
| 2.                            | Express Yourself              | Madonna, Stephen Bray         | Madonna, Stephen Bray         | 4:37                          |                               |                               |                               |                               |                               |
| 3.                            | Love Song (duett Prince-szel) | Madonna, Prince Rogers Nelson | Madonna, Prince               | 4:52                          |                               |                               |                               |                               |                               |
| 4.                            | Till Death Do Us Part         | Madonna, Leonard              | Madonna, Leonard              | 5:16                          |                               |                               |                               |                               |                               |
| 5.                            | Promise to Try                | Madonna, Leonard              | Madonna, Leonard              | 3:36                          |                               |                               |                               |                               |                               |
| 6.                            | Cherish                       | Madonna, Leonard              | Madonna, Leonard              | 5:03                          |                               |                               |                               |                               |                               |
| 7.                            | Dear Jessie                   | Madonna, Leonard              | Madonna, Leonard              | 4:20                          |                               |                               |                               |                               |                               |
| 8.                            | Oh Father                     | Madonna, Leonard              | Madonna, Leonard              | 4:57                          |                               |                               |                               |                               |                               |
| 9.                            | Keep It Together              | Madonna, Bray                 | Madonna, Bray                 | 5:03                          |                               |                               |                               |                               |                               |
| 10.                           | Spanish Eyes1                 | Madonna, Leonard              | Madonna, Leonard              | 5:15                          |                               |                               |                               |                               |                               |
| 11.                           | Act of Contrition             | Madonna                       | Madonna, Prince               | 2:19                          |                               |                               |                               |                               |                               |
| 51:16                         |                               |                               |                               |                               |                               |                               |                               |                               |                               |

| Like a Prayer - 30th Anniversary edition | Like a Prayer - 30th Anniversary edition                                                                          | Like a Prayer - 30th Anniversary edition | Like a Prayer - 30th Anniversary edition | Like a Prayer - 30th Anniversary edition | Like a Prayer - 30th Anniversary edition | Like a Prayer - 30th Anniversary edition | Like a Prayer - 30th Anniversary edition | Like a Prayer - 30th Anniversary edition | Like a Prayer - 30th Anniversary edition |
| #                                        | Cím | Hossz                                    |                                          |                                          |                                          |                                          |                                          |                                          |                                          |
| ---------------------------------------- | --- | ---------------------------------------- | ---------------------------------------- | ---------------------------------------- | ---------------------------------------- | ---------------------------------------- | ---------------------------------------- | ---------------------------------------- | ---------------------------------------- |
| 1.                                       | Like a Prayer (12" Dance Mix; remix/additional production: Shep Pettibone)                                        | 7:52                                     |                                          |                                          |                                          |                                          |                                          |                                          |                                          |
| 2.                                       | Express Yourself (Non-Stop Express Mix; writers/producers: Madonna, Bray, remix/additional production: Pettibone) | 8:00                                     |                                          |                                          |                                          |                                          |                                          |                                          |                                          |
| 3.                                       | Love Song (with Prince; writers/producers: Madonna, Prince)                                                       | 4:52                                     |                                          |                                          |                                          |                                          |                                          |                                          |                                          |
| 4.                                       | Till Death Do Us Part                                                                                             | 5:18                                     |                                          |                                          |                                          |                                          |                                          |                                          |                                          |
| 5.                                       | Cherish (Extended Version)                                                                                        | 6:16                                     |                                          |                                          |                                          |                                          |                                          |                                          |                                          |
| 6.                                       | Dear Jessie | 4:21                                     |                                          |                                          |                                          |                                          |                                          |                                          |                                          |
| 7.                                       | Oh Father (Single Version)                                                                                        | 4:27                                     |                                          |                                          |                                          |                                          |                                          |                                          |                                          |
| 8.                                       | Keep It Together (12" Remix; writers/producers: Madonna, Bray, remix/additional production: Pettibone)            | 7:48                                     |                                          |                                          |                                          |                                          |                                          |                                          |                                          |
| 9.                                       | Pray for Spanish Eyes                                                                                             | 5:17                                     |                                          |                                          |                                          |                                          |                                          |                                          |                                          |
| 10.                                      | Supernatural | 5:12                                     |                                          |                                          |                                          |                                          |                                          |                                          |                                          |
| 59:23                                    | |                                          |                                          |                                          |                                          |                                          |                                          |                                          |                                          |

1 A lemezen eredetileg Pray for Spanish Eyes volt a dal címe, csakúgy, mint a kazettán és az Oh Father című kislemezen 1998-ban.

## Közreműködő előadók

### Zenészek
| - Madonna – szintetizátor, ének, vokál - Nadirah Ali – vokál - Rose Banks – vokál - Reverend Dave Boruff – rézfúvósok - Stephen Bray – szintetizátor - Luis Conte – Ütőhangszerek - Larry Corbett – cselló - Andraé Crouch – kórus - Sandra Crouch – tamburin - Paulinho Da Costa – ütős hangszerek - Donna Delory – vokál - Lynne Fiddmont – vokál - Chuck Findley – rézfúvósok - Bruce Gairsch – gitár - Nikki Harris – vokál - Dann Huff – gitár - Dick Hyde – rézfúvósok - Randy "The Emperor" Jackson – basszusgitár - Chester Kamen – gitár - Geary Lanier – csembaló - Patrick Leonard – szintetizátor, zongora, Hammond-orgona, csembaló - Marcos Loya – gitár, vokál | - Steve Madaio – rézfúvósok - Marilyn Martin – vokál - Joseph Mayer – kürt - Jonathan Moffett – dob - Jeff Porcaro – dob, marimba - Guy Pratt – basszusgitár - John Roninson – dob - Richard Todd – kürt - David Williams – gitár - Jai Winding – szintetizátor - Producer Madonna és Patrick Leonard - Producer Madonna és Stephen Bray ("Express Yourself" és "Keep It Together") - Producer Madonna és Prince ("Love Song") - Mixelte és hangmérnök Bill Bottrell - Kürt hangszerelés Chuck Findley - Vonós hangszerelés és vezényel Bill Meyers - Koncertmester: Susie Katayama |

## Slágerlista
| Slágerlista (1989)                             | Legjobb helyezések |
| ---------------------------------------------- | ------------------ |
| Ausztrália (ARIA Top 50 Albums)                | 4                  |
| Ausztria (Ö3 Austria Top 40)                   | 1                  |
| Belgium (IFPI)                                 | 1                  |
| Kanada (The Record)                            | 1                  |
| Kanada Top Albums/CDs (RPM)                    | 2                  |
| Dánia (IFPI)                                   | 1                  |
| Hollandia (Dutch Charts Album Top 100)         | 1                  |
| Európa European Top 100 Albums (Music & Media) | 1                  |
| Finnország (Suomen virallinen lista)           | 1                  |
| Franciaország (SNEP)                           | 1                  |
| Németország (Media Control Top 100 Album)      | 1                  |
| Görögország (IFPI)                             | 1                  |
| Írország (IFPI)                                | 2                  |
| Olaszország (Hit Parade Italia)                | 1                  |
| Japán (Oricon)                                 | 1                  |
| Új-Zéland (Recorded Music NZ Top 40 Albums)    | 2                  |
| Norvégia (VG-lista Album Top 40)               | 1                  |
| Portugália (AFP)                               | 1                  |
| Spanyolország (PROMUSICAE)                     | 1                  |
| Svédország (Sverigetopplistan Top 60 Albums)   | 1                  |
| Svájc (Schweizer Hitparade Top 100 Albums)     | 1                  |
| Egyesült Királyság (UK Albums Chart)           | 1                  |
| USA Billboard 200                              | 1                  |
| USA Top R&B/Hip-Hop Albums (Billboard)         | 55                 |
| Zimbabwe (ZIMA)                                | 1                  |

| Slágerlista (1989)                                            | Helyezések |
| ------------------------------------------------------------- | ---------- |
| Ausztrália (ARIA)                                             | 6          |
| Ausztria                                                      | 7          |
| Kanada (RPM Album chart)                                      | 4          |
| Hollandia                                                     | 7          |
| Európa (Music & Media)                                        | 4          |
| Franciaország (Syndicat National de l’Édition Phonographique) | 19         |
| Németország (Ofizielle Album Charts)                          | 5          |
| Japán (ORICON)                                                | 25         |
| Új-Zéland (RMNZ) Chartt                                       | 14         |
| Svájc (Schweizer Hitparade)                                   | 5          |
| Egyesült Királyság                                            | 7          |
| Egyesült Államok Billboard 200                                | 12         |

## Minősítések
| Ország                                                        | Minősítés  | Eladás     |
| ------------------------------------------------------------- | ---------- | ---------- |
| Argentína (CAPIF)                                             | platina    | 60.000     |
| Ausztrália (ARIA)                                             | 4x platina | 280.000    |
| Ausztria (IFPI Austria)                                       | platina    | 50.000     |
| Brazília (PRO-Música Brasil)                                  | 2x platina | 710.000    |
| Kanada (Music Canada)                                         | 5x platina | 500.000    |
| Olaszország (FIMI)                                            | 2x platina | 400.000    |
| Finnország (Musiikkituottajat)                                | platina    | 70.818     |
| Franciaország (Syndicat National de l’Édition Phonographique) | 2x platina | 770.300    |
| Németország (BVMI)                                            | 3x platina | 750.000    |
| Hongkong (IFPI Hongkong)                                      | platina    | 20.000     |
| Japán (RIAJ)                                                  | 2x platina | 400.000    |
| Hollandia (NVPI)                                              | platina    | 100.000    |
| Új-Zéland (RMNZ)                                              | 2x platina | 30.000     |
| Spanyolország (PROMUSICAE)                                    | 4x platina | 400.000    |
| Svájc (IFPI Switzerland)                                      | 2x platina | 100.000    |
| Egyesült Királyság (BPI)                                      | 4x platina | 1.200.000  |
| Egyesült Államok (RIAA)                                       | 4x platina | 4.000.000  |
| Világszerte                                                   |            | 15.000.000 |

## Bibliográfia
| - Bielen, Kenneth. Biblical Images & Popular Music Lyrics g American Culture. Routledge (1999). ISBN 0-8153-3193-2 - Bronson, Fred. The Billboard Book of Number 1 Hits. Billboard books (2003). ISBN 0-8230-7677-6 - Dunn, Leslie C.. Embodied Voices: Representing Female Vocality in Western Culture. Cambridge University Press (1994). ISBN 0-521-46012-3 - Fouz-Hernández, Santiago. Madonna's Drowned Worlds. Ashgate Publishing, Ltd (2004). ISBN 0-7546-3372-1 - Harrison, Thomas. Music of the 1980s: American History Through Music. Greenwood Pub Group Inc (2011). ISBN 0-313-36599-7 - Hoover, Stewart M.. Religion in the Media Age. Routledge (2006). ISBN 0-415-31422-4 - Inglis, Ian. Performance and Popular Music: History, Place and Time. Ashgate Publishing, Ltd (2006). ISBN 978-0-7546-4057-8 - Kellner, Douglas. Media Culture: Cultural Studies, Identity, and Politics Between the Modern and the Postmodern. Routledge (1995). ISBN 0-415-10570-6 - McKeen, William (2000), Rock and roll is here to stay, W. W. Norton & Company, ISBN 0-393-04700-8 | - Metz, Allen. The Madonna Companion: Two Decades of Commentary. Music Sales Group (1999). ISBN 0-8256-7194-9 - O'Brien, Lucy. Madonna: Like an Icon. Bantam Press (2008). ISBN 978-0-552-15361-4 - Rooksby, Rikky. The Complete Guide to the Music of Madonna. Omnibus (2004) - Semonche, John E. Censoring sex: a historical journey through American media. Rowman & Littlefield (2007). ISBN 0-7425-5132-6 - Taraborrelli, Randy J.. Madonna: An Intimate Biography. Simon & Schuster (2002). ISBN 978-0-330-45446-9 - Taraborrelli, Randy J.. Michael Jackson: The Magic, The Madness, The Whole Story, 1958–2009. Grand Central Publishing (2009). ISBN 978-0-446-56568-4 - Voller, Debbi (1999), Madonna: The Style Book, Omnibus Press, ISBN 0-7119-7511-6 - Walters, Barry. Madonna, The New Rolling Stone Album Guide. Simon & Schuster (2004). ISBN 0-7432-0169-8 - Madonna, Spin Alternative Record Guide. New York: Vintage Books (1995). ISBN 0-679-75574-8 |